# گلسنگ سخت‌لایه

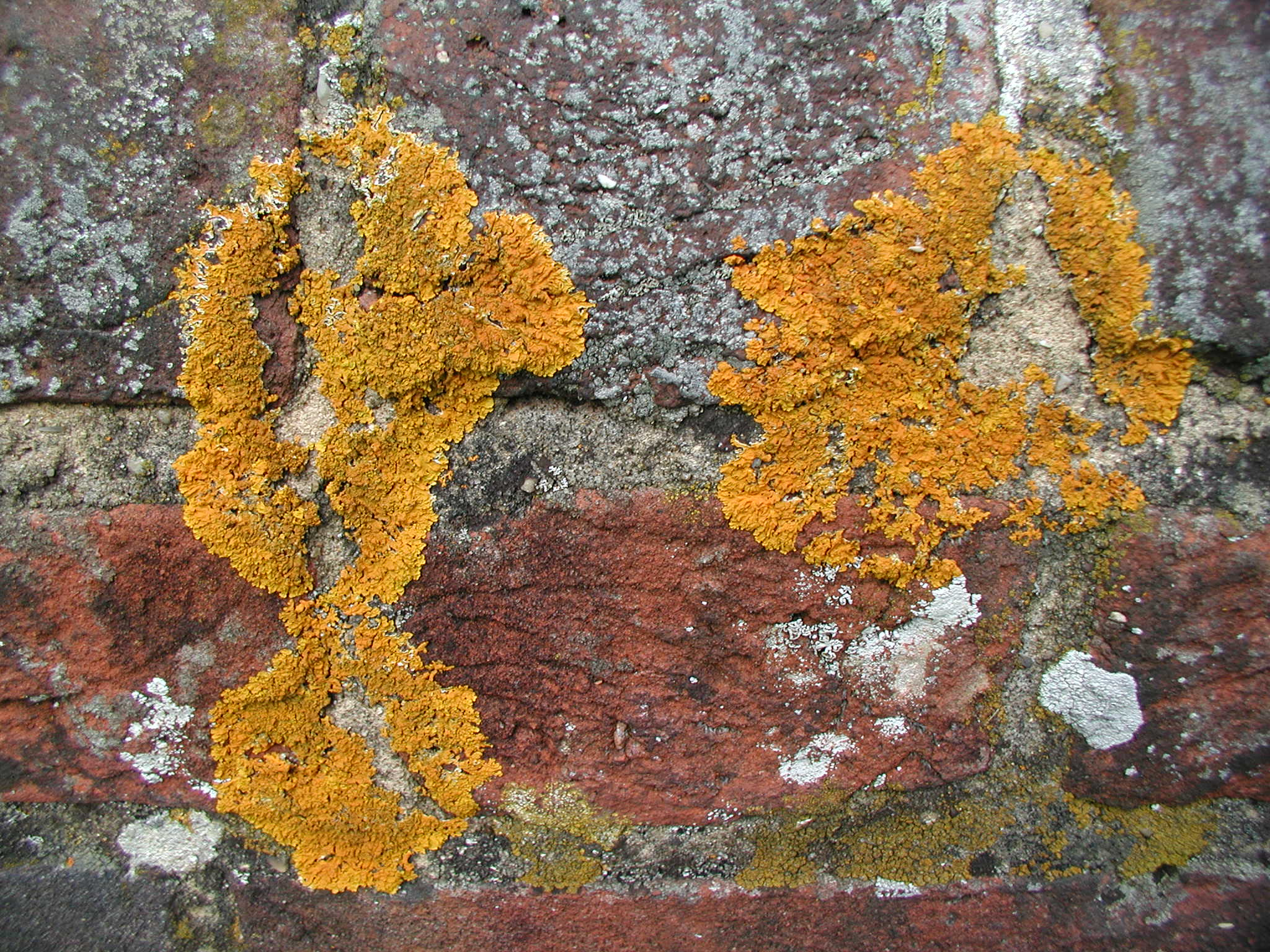
گلسنگ‌های سخت‌لایه روی دیوار

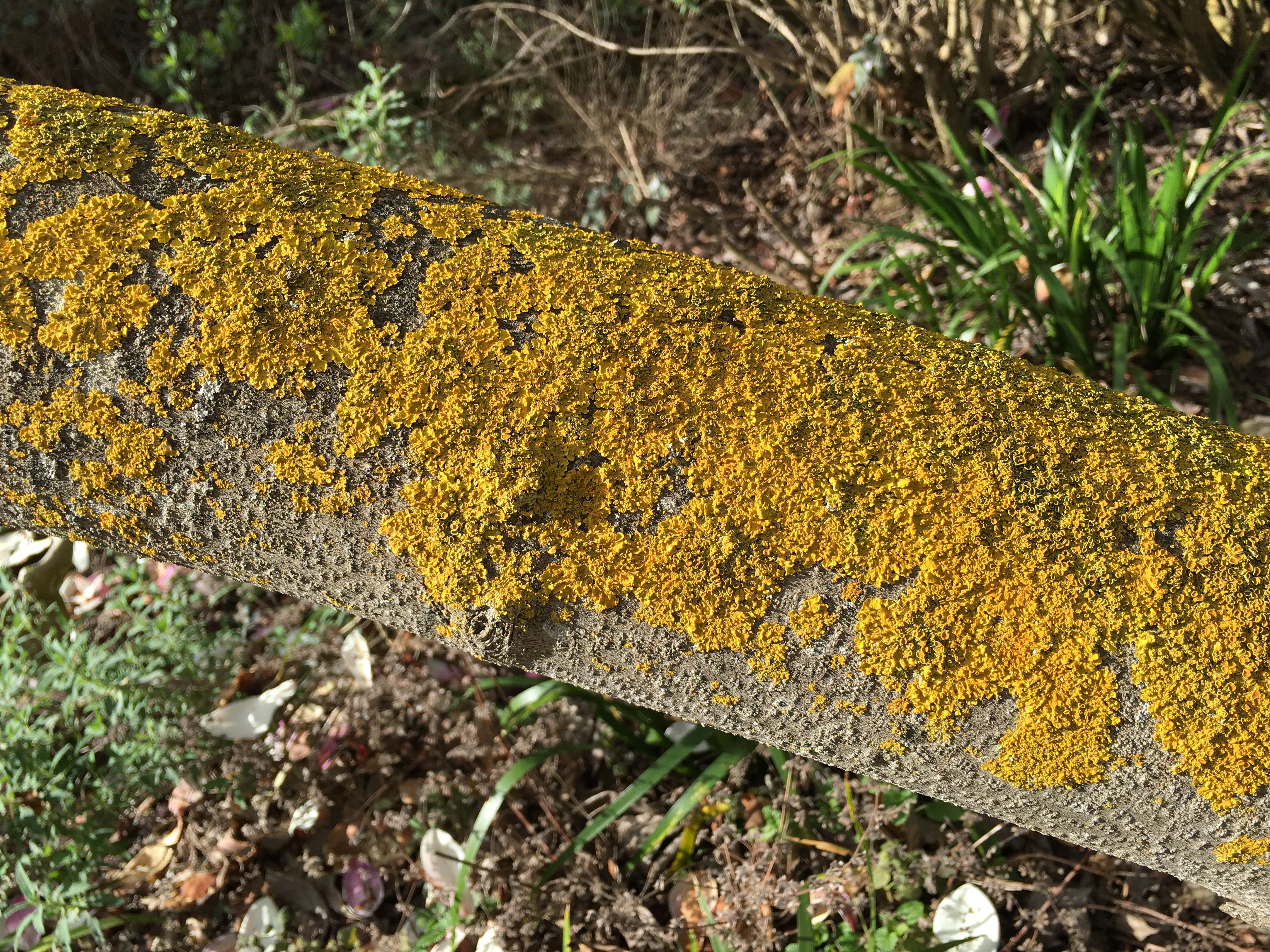
رشد گلسنگ سخت‌لایه روی تنه درخت

گلسنگ‌های سخت‌لایه یا گلسنگ‌های سخت‌پوسته (به انگلیسی: Crustose lichen) گلسنگ‌هایی هستند که پوسته‌ای را تشکیل می‌دهند که به‌شدت به بستر (خاک، سنگ، پوست درخت و غیره) می‌چسبد و جدایی از بستر را بدون تخریب ناممکن می‌کند. ساختار اصلی گلسنگ‌های سخت‌پوسته از یک لایه قشر، یک لایه جلبکی و یک مدولا تشکیل شده است. لایه بالایی قشر متمایز و معمولاً رنگدانه است. لایه جلبکی در زیر قشر قرار دارد. مدولا گلسنگ را به بستر چسبانده و از هیف‌های قارچی تشکیل شده است. سطح گلسنگ‌های کرستوز با ترک‌های انشعابی مشخص می‌شود که به‌طور دوره‌ای در پاسخ به تغییرهای آب و هوایی مانند رژیم‌های نمناکی و خشکی متناوب بسته می‌شوند.